# Stephen Street
Stephen Street är en musikproducent. Han är nest känd för sitt arbete med The Smiths på 1980-talet och Blur på 1990-talet.
Andra artister Street jobbat med är Graham Coxon, Ooberman och Kaiser Chiefs.

## Producent
Stephen Street började sin karriär tidigt 1980 vid Islands Records' Fallout Shelter Studio. Han arbetade som ljudtekniker för reggae-artister som Black Uhuru, King Sunny Ade, och Linton Kwesi Johnson.

### The Smiths och Morrissey
Street började arbeta med The Smiths under mitten av 80-talet och listades som ljudtekniker på The Smiths-albumen Meat is Murder och deras stora genombrott The Queen is Dead. Street stod även som producent för The Smiths sista studioalbum, Strangeways, Here We Come. Efter att The Smiths upplösts, kontaktade Street Morrissey och frågade om han var intresserad av en solokarriär. Morrissey var intresserad och resultatet blev debutalbumet Viva Hate som nådde #1 på de brittiska försäljningslistorna och fick två topp tio-hits i samma land. Street listades som producent, textförfattare, gitarrist, och basgitarrist på det albumet. Street hjälpte senare Morrissey att skriva och producera ytterligare två topp tio-singlar, två singlar som var med på Bona Drag. Detta var dock slutet på Streets och Morrisseys samarbete.

### Graham Coxon
Efter att Graham Coxon lämnat Blur efter ett bråk med gruppens ledare, Damon Albarn, så allierade Street sig med Graham Coxon och de producerade Commons mest lyckade album hittills, Happiness in Magazines. Coxons och Streets samarbete fortsatte med albumen Love Travels at Illegal Speeds, släppt i mars 2006, och The Spinning Top, som släpptes den 11 maj 2009.

### Ooberman
Street producerade Oobermans debutalbum The Magic Treehouse.

### Babyshambles
Street producerade under 2007 Babyshambles andra album "Shotter's Nation". 